# Kürdüllü, Tire
Kürdüllü là một xã thuộc huyện Tire, tỉnh İzmir, Thổ Nhĩ Kỳ. Dân số thời điểm năm 2010 là 304 người.